# Płoszczad´ Lenina (stacja szybkiego tramwaju)
Płoszczad´ Lenina – zabytkowa stacja szybkiego tramwaju w Wołgogradzie, w Rosji. Położona jest między stacjami TRK Jewropa i Komsomolskaja.

## Historia
Stacja została uruchomiona 5 listopada 1984 r. w ramach pierwszego etapu budowy linii szybkiego tramwaju.
Nazwa pochodzi od placu o tej samej nazwie.

## Konstrukcja
Na głębokości 7 metrów pod ziemią znajdują się dwa tory tramwajowe rozdzielone peronem wyspowym. Dostęp do peronu umożliwiają schody ruchome. Hol stacji połączony jest przejściem podziemnym łączącym dwie strony prospektu Lenina. Oprócz tego istnieje także połączenie peronu z pobliskim placem Lenina. Nieopodal stacji funkcjonuje muzeum Bitwy stalingradzkiej.
Stacja ozdobiona jest marmurem i czerwonym granitem. Posadzkę peronu tworzą płytki ułożone w geometryczny wzór. Południową ścianę udekorowano witrażem zwieńczonym wizerunkiem sierpa i młota.

## Galeria

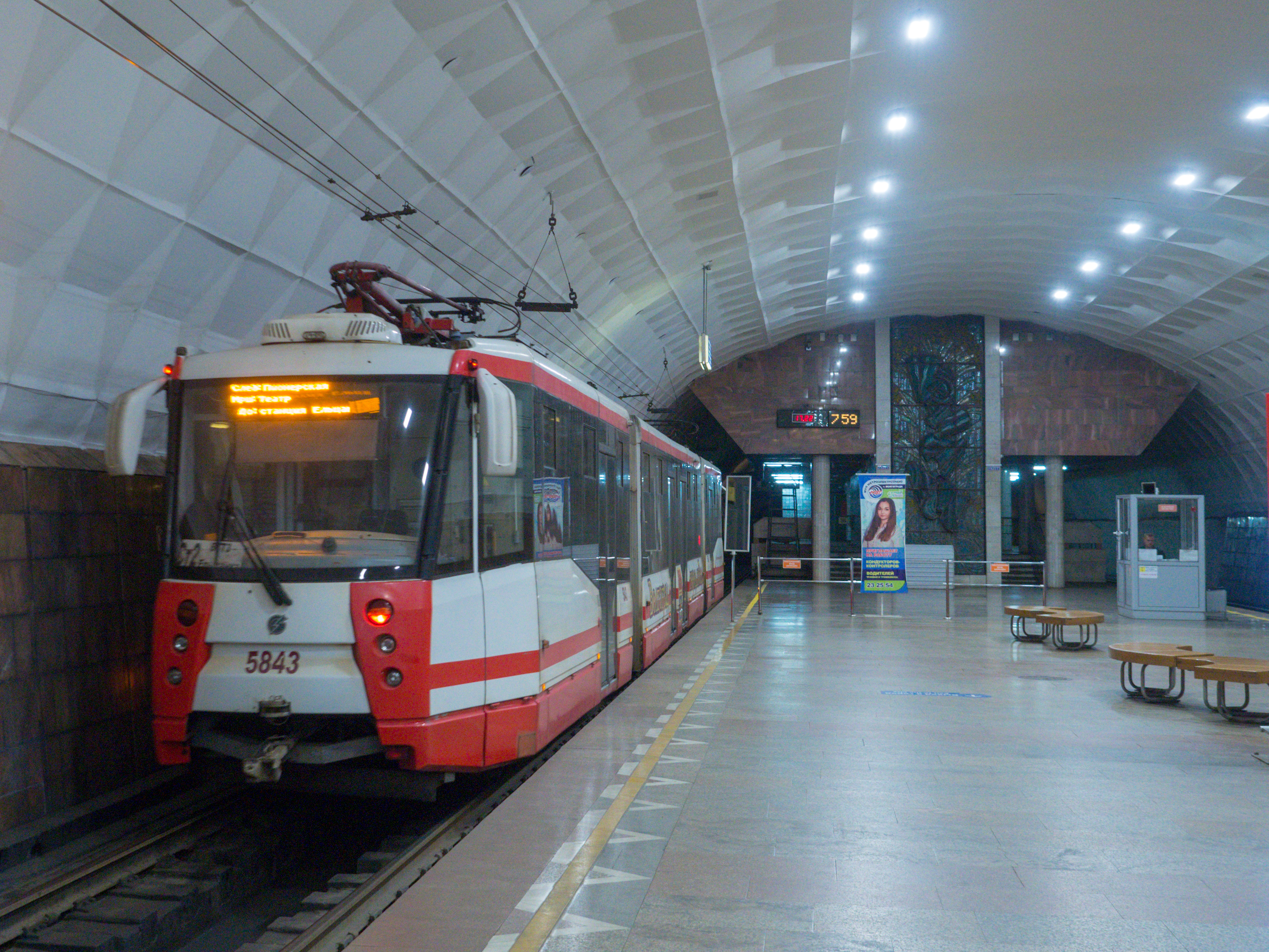
Tramwaj LWS-2009 na stacji, w głębi widoczny witraż
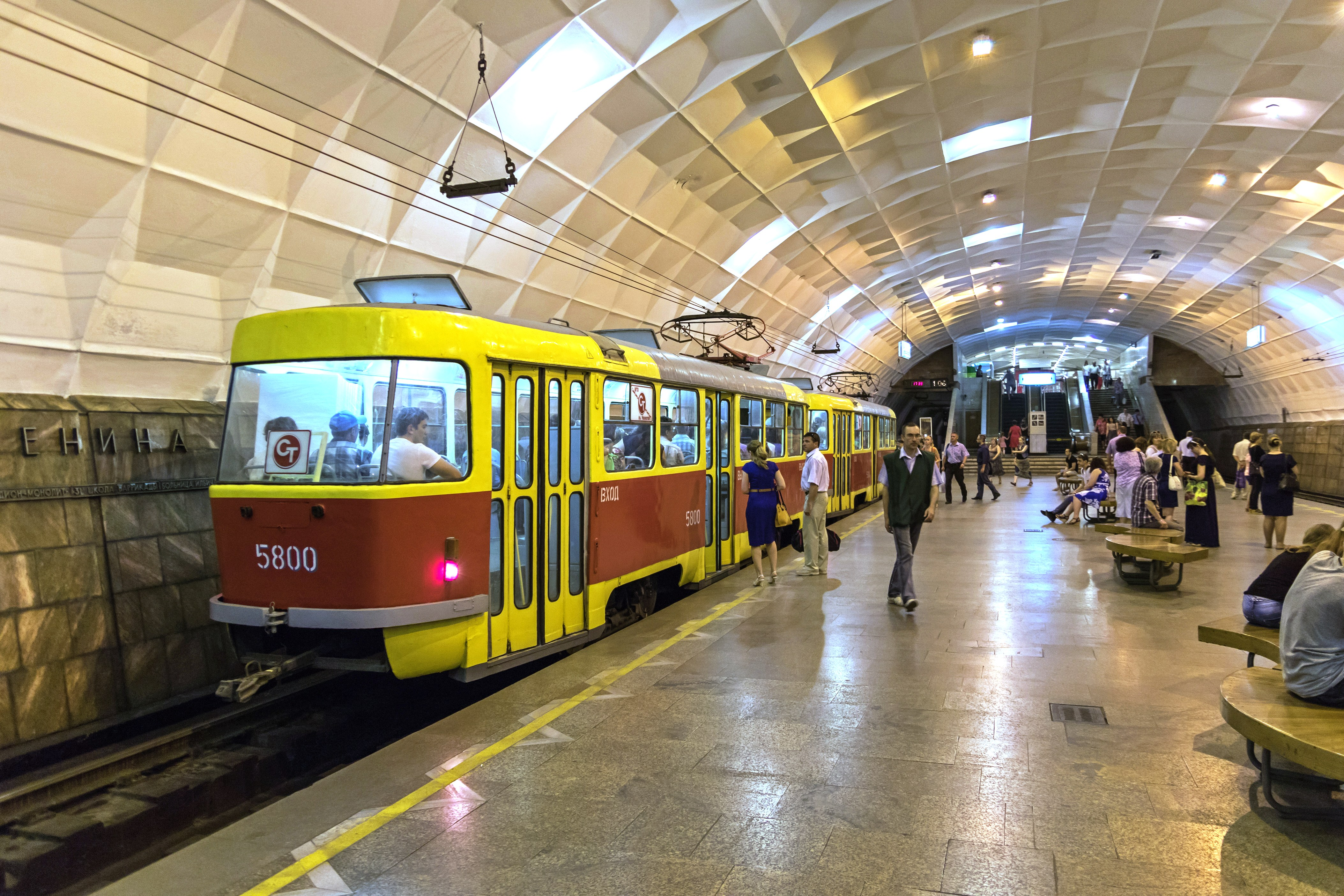
Skład Tatr T3SU
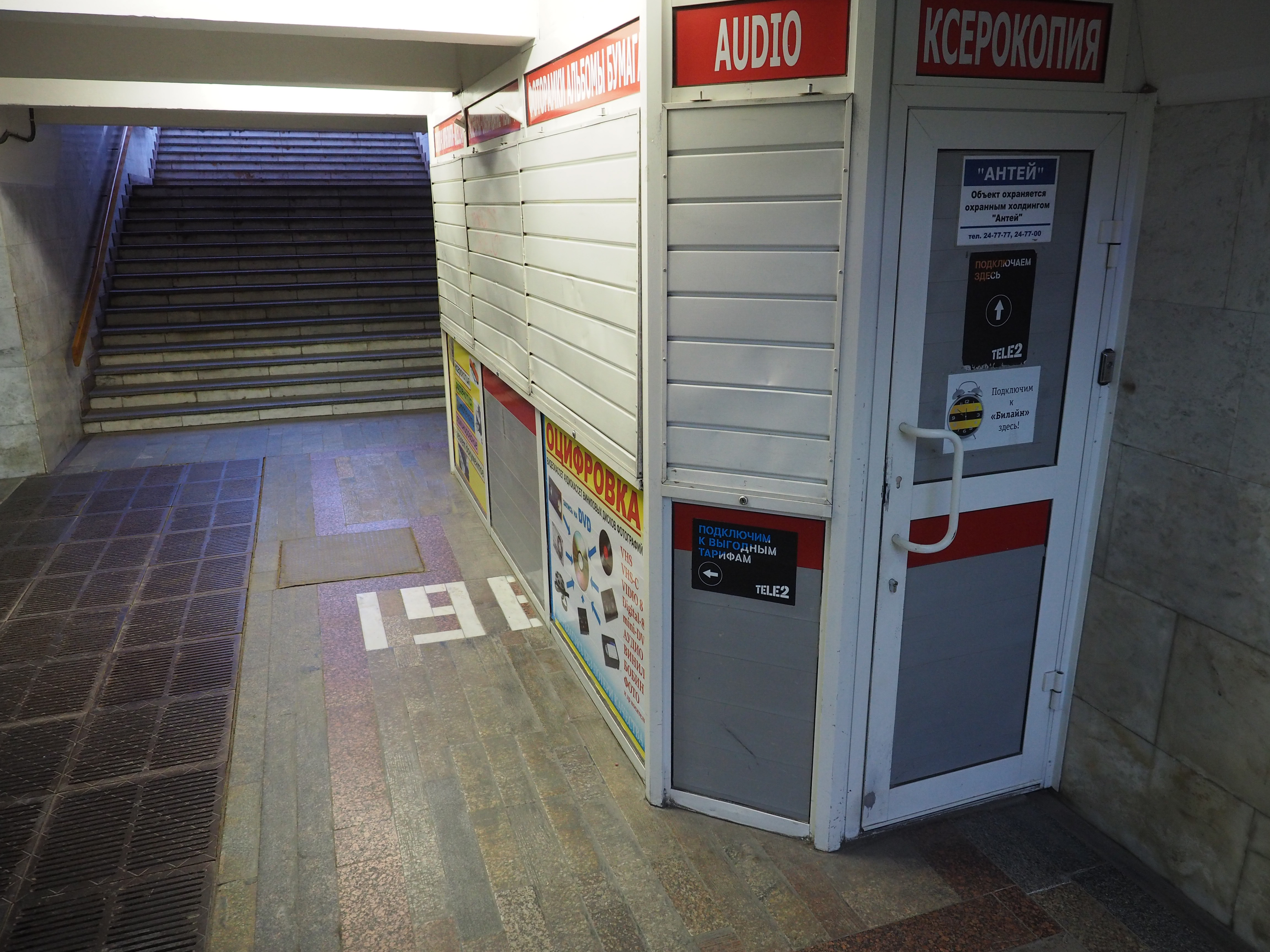
Fragment przejścia podziemnego
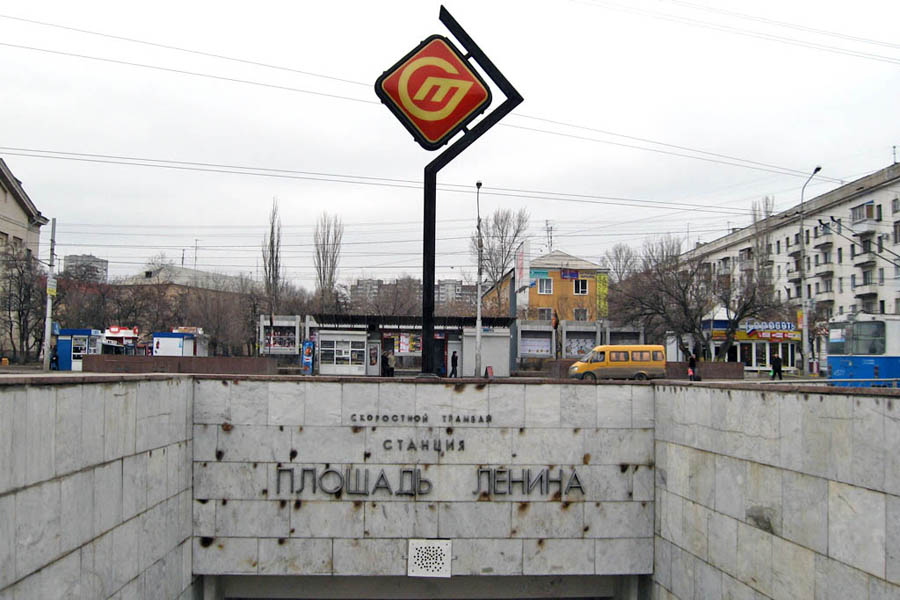
Wejście do przejścia podziemnego